# Corallinales
Las algas coralinas (Corallinales) forman un orden de algas rojas que pertenecen a la clase Florideophyceae. Se encuentran en todas las aguas marinas del mundo y se caracterizan por un talo duro que contiene depósitos calcáreos contenidos dentro de las paredes celulares. El color de estas algas es típicamente rosado u algún otro tono de rojo, pero existen también especies que pueden ser púrpura, amarillo, azul, blanco o gris-verde. Las algas coralinas tienen un papel importante en la ecología de los arrecifes de coral. Los erizos de mar, peces loro, lapas (moluscos) y quitones (moluscos), se alimentan de algas coralinas. Típicamente, muchas especies son incrustante y su superficie se parece a una roca. Especies no fijadas (maerl, rodolitos) pueden formar bolas relativamente compactas con una superficie que puede variar de suave hasta verrugosa o talos fruticosos. Hay más de 1600 especies de algas coralinas no geniculadas.
Las algas coralinas están agrupadas en dos familias sobre la base de sus estructuras reproductivas.

## Distribución y hábitat
Las algas coralinas se distribuyen en todos los océanos del mundo, donde a menudo cubren casi el 100 % de los sustratos rocosos. Muchas de ellas son epífitas (que crecen sobre otras algas o angiospermas marinas), o epizoicos (que crecen sobre animales), y algunos incluso son parásitos de otras algas coralinas.
Habitan diferentes profundidades, desde áreas periódicamente expuestas a mareas, hasta una profundidad de 270 metros, cerca del límite máximo de la penetración de la luz.  Aunque algunas especies pueden tolerar agua salobre o hipersalino, no existen especies de agua dulce. Pueden tolerar una amplia gama de turbidez y de concentraciones de nutrientes.

## Acuarios
Las algas coralinas se desean en los acuarios caseros por sus cualidades estéticas y benefician al ecosistema tanque. Ellos son una parte importante de roca viva, y la roca incrustada con muchos colores de las algas coralinas es muy valorado.